# أحمد زاد
أحمد زاد مواليد 18 يناير 1988 في المالديف، هو لاعب كرة قدم مالديفي. يلعب كلاعب وسط.

## المسيرة الدولية
على المستوى الدولي ظهر اللاعب أحمد زاد مع منتخب المالديف الوطني في مباراة ودية ضد منتخب باكستان في 14 فبراير 2013، حيث دخل في الدقيقة 88 ليحل محل اللاعب محمد عارف.

## وصلات خارجية
- أحمد زاد على موقع قاعدة بيانات كرة القدم.إي يو (الإنجليزية)
- أحمد زاد على موقع ناشيونال فوتبول تيمز (الإنجليزية)